# Kaibonpetangkuran
Kaibonpetangkuran is een bestuurslaag in het regentschap Kebumen van de provincie Midden-Java, Indonesië. Kaibonpetangkuran telt 1818 inwoners (volkstelling 2010).